# Muang Ngeun
Muang Ngeun är ett distrikt i Laos.   Det ligger i provinsen Sainyabuli, i den västra delen av landet, 250 km nordväst om huvudstaden Vientiane.